# Reggenza di Kolaka Settentrionale
La reggenza di Kolaka Settentrionale (in indonesiano: Kabupaten Kolaka Utara) è una reggenza dell'Indonesia, situata nella provincia di Sulawesi Sudorientale.